# 1960 au Maroc
Chronologie du Maroc
- 1956
- 1957
- 1958
- 1959
- 1960
- 1961
- 1962
- 1963
- 1964

Cet article présente les faits marquants de l'année 1960 au Maroc ou relatifs au Maroc.

## Événements
- 29 février : un tremblement de terre de magnitude 6,7 fait plus de 12 000 victimes à Agadir au Maroc[1].
- 15 - 24 juin : IIIe Conférence des États africains indépendants à Addis-Abeba[2].

## Sports
- La Coupe du Maroc de football 1959-1960, également nommée Coupe du Trône est la quatrième édition de la compétition.
- La Coupe du Maroc de football 1960-1961, également nommée Coupe du Trône est la cinquième édition de la compétition.
- La saison 1959-1960 des FAR de Rabat est la seconde de l'histoire du club. Elle débute alors que les militaires ont réussi à monter en première division lors de la saison précédente. Guy Cluseau entame sa première saison en tant qu'entraîneur des FAR de Rabat. Le club est par ailleurs engagé en coupe du Trône.
- La saison 1960-1961 des FAR de Rabat est la troisième de l'histoire du club. Elle débute alors que les militaires furent second la saison dernière. Le club est par ailleurs engagé en coupe du Trône.